# Selberg-Klasse

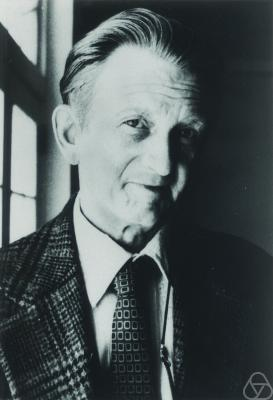
Atle Selberg (1917–2007)

Die Selberg-Klasse ist ein mathematischer Begriff aus der Zahlentheorie. Der norwegisch-US-amerikanische Mathematiker Atle Selberg führte diese Klasse von Funktionen im Jahr 1989 ein. Sie enthält die für die Zahlentheorie fundamentale Riemannsche Zeta-Funktion und zahlreiche, aber sorgfältig ausgewählte, verwandte Funktionen, sogenannte L-Funktionen. Diese Verwandtschaft kommt folgendermaßen zustande: die Selberg-Klasse besteht aus allen Dirichlet-Reihen, welche grundlegende Eigenschaften mit der Riemannschen Zeta-Funktion gemeinsam haben:
1. Absolute Konvergenz
2. Analytische Fortsetzbarkeit
3. Funktionalgleichung
4. Ramanujan-Bedingung
5. Euler-Produkt

Damit enthält die Selberg-Klasse, neben der Riemannschen Zeta-Funktion, auch zum Beispiel die Dirichletschen L-Funktionen zu primitiven Dirichlet-Charakteren, die Dedekindschen L-Funktionen zu algebraischen Zahlkörpern und die Heckeschen L-Funktionen zu primitiven Größencharakteren. Bei Artinschen L-Funktionen hängt die Frage der Mitgliedschaft in der Selberg-Klasse von der Artin-Vermutung ab. Diese konnte bislang nur für einen Teil der Artinschen L-Funktionen bewiesen werden.
Mit der Selberg-Klasse verbindet sich die Hoffnung, die Eigenschaften und Struktur von Funktionen aufklären zu können, die Mathematiker weithin als geeignete Verallgemeinerungen der Riemannschen Zeta-Funktion betrachten. Dadurch soll nicht zuletzt ein Weg zum Beweis der Riemannschen Vermutung geebnet werden. Man nimmt sogar an, dass alle Funktionen in der Selberg-Klasse die sogenannte Große Riemannsche Vermutung erfüllen: keine Nullstelle, deren Realteil den Wert 1/2 übersteigt. Könnte man die Selbergsche Orthonormalitätsvermutung für die Funktionen in der Selberg-Klasse beweisen, so würde daraus die Richtigkeit der Artin-Vermutung folgen.
Bislang weder bewiesen noch widerlegt, sind Fortschritte bei der Erforschung dieser Vermutungen für die Zahlentheorie und die gesamte Mathematik von höchster Bedeutung.

## Definition

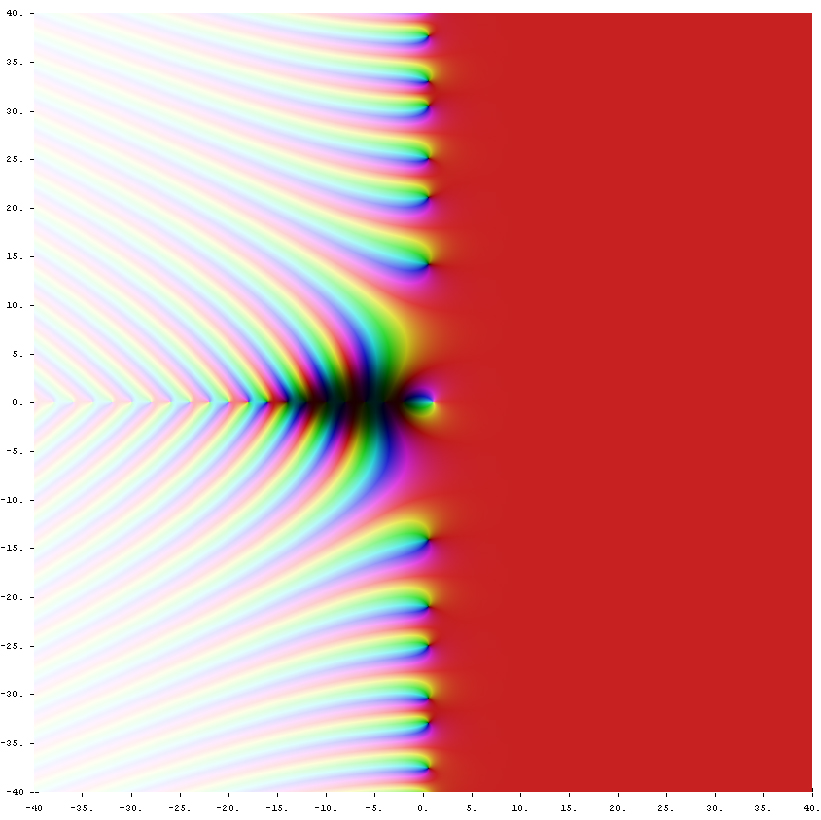
Der Ausgangspunkt der Definition der Selberg-Klasse: die Riemannsche Zeta-Funktion in der komplexen Ebene mit Kolorierung der Funktionswerte. Die Null, also der Ursprung der komplexen Ebene, befindet sich genau in der Mitte des Schaubildes. Die im Bild sichtbaren, sogenannten nicht-trivialen Nullstellen der Zeta-Funktion liegen auf der nicht eingezeichneten, vertikalen Linie durch 0,5. Sie sind als schwarze Punkte auf dieser gedachten Linie erkennbar. Das Schaubild besitzt einen einzigen rein weißen Punkt. Dieser gehört zur einzigen Polstelle der Zeta-Funktion in, also eine Einheit rechts vom Ursprung.

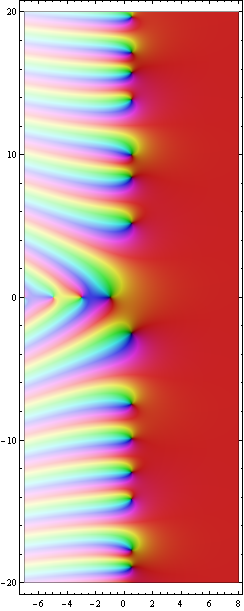
Ein weiteres Beispiel einer Funktion in der Selberg-Klasse: Die Dirichletsche L-Funktion zum primitiven Dirichlet-Charakter modulo 7 mit, und zwar für komplexe mit und : Da es sich bei um einen nicht-trivialen Dirichlet-Charakter handelt, ist die abgebildete Funktion ganz, besitzt also keine Polstelle wie die Riemannsche Zeta-Funktion in. Deshalb enthält die Selberg-Klasse auch alle verschobenen L-Funktionen dieser L-Funktion. Die schwarzen Punkte im vertikalen Streifen gehören zu den unendlich vielen, nicht-trivialen Nullstellen dieser Dirichletschen L-Funktion. Die Große Riemannsche Vermutung erwartet jede dieser nicht-trivialen Nullstellen auf der vertikalen Geraden.

Im Folgenden sind {\displaystyle \textstyle a_{n}} komplexe Zahlen und {\displaystyle \textstyle n} durchläuft die natürlichen Zahlen. Der Buchstabe {\displaystyle \textstyle s} bezeichnet eine komplexe Variable, {\displaystyle \textstyle \operatorname {Re} (s)} steht für den Realteil von {\displaystyle \textstyle s}, {\displaystyle \textstyle |s|} für ihren Absolutbetrag und {\displaystyle \textstyle {\overline {s}}} für die zu {\displaystyle \textstyle s} konjugiert komplexe Zahl. {\displaystyle \textstyle \Gamma } bezeichnet die Gamma-Funktion.
Die Selberg-Klasse {\displaystyle {\mathcal {S}}} ist definiert als die Menge aller Dirichlet-Reihen
{\displaystyle F(s)=\sum _{n=1}^{\infty }{\frac {a_{n}}{n^{s}}},}
welche die folgenden fünf Eigenschaften erfüllen, auch „Axiome“ oder „Annahmen“ genannt:

1. Absolute Konvergenz
{\displaystyle \textstyle F(s)} konvergiert absolut für {\displaystyle \textstyle \operatorname {Re} (s)>1}.
2. Analytische Fortsetzbarkeit
{\displaystyle \textstyle F(s)} lässt sich fortsetzen zu einer meromorphen Funktion der komplexen Zahlenebene, und zwar so, dass für eine ganze Zahl {\displaystyle \textstyle m\geq 0} gilt:
{\displaystyle \textstyle (s-1)^{m}F(s)}
ist eine ganze Funktion endlicher Ordnung. Insbesondere besitzen Funktionen in der Selberg-Klasse höchstens in {\displaystyle \textstyle s=1} eine Polstelle.
3. Funktionalgleichung
{\displaystyle \textstyle F(s)} erfüllt eine Funktionalgleichung vom Typ
{\displaystyle \Lambda (s)=\omega \,{\overline {\Lambda (1-{\overline {s}})}}}.
Hierin ist {\displaystyle \textstyle \omega \in \mathbb {C} } mit {\displaystyle \textstyle |\omega |=1} und wird Wurzelzahl genannt.
{\displaystyle \textstyle \Lambda (s)} ist definiert durch
{\displaystyle \Lambda (s)=\gamma (s)F(s)}
mit einem sogenannten Gamma-Faktor
{\displaystyle \gamma (s)=Q^{s}\prod _{j=1}^{k}\Gamma (\lambda _{j}s+\mu _{j})}.
Dabei ist {\displaystyle \textstyle k\geq 0} eine natürliche Zahl, {\displaystyle \textstyle Q>0} und {\displaystyle \textstyle \lambda _{j}>0} sind reelle Zahlen, und {\displaystyle \textstyle \mu _{j}} komplexe Zahlen mit {\displaystyle \textstyle \operatorname {Re} (\mu _{j})\geq 0}.
Wie üblich erhält das leere Produkt den Wert 1, d. h.  {\displaystyle \textstyle \gamma (s)=Q^{s}} im Fall {\displaystyle \textstyle k=0}.
4. Ramanujan-Bedingung
{\displaystyle \textstyle F(s)} erfüllt {\displaystyle \textstyle a_{1}=1} und {\displaystyle \textstyle a_{n}=O(n^{\varepsilon })} für beliebiges, fest gewähltes {\displaystyle \textstyle \varepsilon >0}.
5. Euler-Produkt

Für {\displaystyle \textstyle \operatorname {Re} (s)>1} ist
{\displaystyle \log F(s)=\sum _{n=1}^{\infty }{\frac {b_{n}}{n^{s}}}},
wobei {\displaystyle \textstyle b_{n}=0}, außer wenn {\displaystyle \textstyle n} eine Primzahlpotenz ist, also {\displaystyle \textstyle n=p^{r}} mit einer Primzahl {\displaystyle \textstyle p} und einer natürlichen Zahl {\displaystyle \textstyle r\geq 1}.
Hierbei muss außerdem gelten:
{\displaystyle b_{n}=O(n^{\theta })}
mit einem {\displaystyle \textstyle \theta <{\frac {1}{2}}}.

## Beispiele
Die Selberg-Klasse {\displaystyle \textstyle {\mathcal {S}}} enthält unter anderem die folgenden, für die Zahlentheorie wichtigen Funktionen:
- Die Riemannsche Zeta-Funktion {\displaystyle \textstyle \zeta (s)}. Das ist gewissermaßen der Ausgangs- und Mittelpunkt der Selberg-Klasse.
- Die  Dirichletschen L-Funktionen {\displaystyle \textstyle L(s,\chi )} zu primitiven Dirichlet-Charakteren {\displaystyle \textstyle \chi }. Die L-Funktionen zu nicht-primitiven Charakteren {\displaystyle \textstyle \chi } liegen nicht in {\displaystyle \textstyle {\mathcal {S}}}, da sie keine Funktionalgleichung der geforderten Form erfüllen.
- Die Dedekindschen L-Funktionen {\displaystyle \textstyle \zeta (s,K)} zu algebraischen Zahlkörpern {\displaystyle \textstyle K}.
- Die Heckeschen L-Funktionen {\displaystyle \textstyle L(s,K,\chi )} zu primitiven Größencharakteren {\displaystyle \textstyle \chi \operatorname {mod} {\mathfrak {f}}} mit einem Ideal {\displaystyle \textstyle {\mathfrak {f}}} des Ringes der ganzen Zahlen eines algebraischen Zahlkörpers  {\displaystyle \textstyle K}.
- Die L-Funktionen {\displaystyle \textstyle L(s,f)} zu holomorphen Neuformen {\displaystyle \textstyle f} bzgl. einer Kongruenzuntergruppe der Modulgruppe {\displaystyle \operatorname {SL} (2,\mathbb {Z} )}. Um zur Selberg-Klasse zu gehören, müssen solche L-Funktionen gegebenenfalls geeignet normalisiert werden.[22]
- Die Rankin-Selberg-Faltung {\displaystyle \textstyle L(s,f\times {\overline {g}})=\sum _{n=1}^{\infty }a_{n}{\overline {b_{n}}}n^{-s}}  zweier beliebiger, normalisierter, holomorpher Neuformen {\displaystyle \textstyle f} und {\displaystyle \textstyle g}. Dabei sind {\displaystyle \textstyle a_{n}} und {\displaystyle \textstyle b_{n}} die Fourier-Koeffizienten der Modulformen {\displaystyle \textstyle f} und {\displaystyle \textstyle g}.[23][24]
- Ist {\displaystyle \textstyle L(s)\in {\mathcal {S}}} ganz, also polstellenfrei, so enthält {\displaystyle \textstyle {\mathcal {S}}} auch die verschobenen L-Funktionen {\displaystyle \textstyle L(s+i\delta )} für jedes reelle {\displaystyle \textstyle \delta }.[25] Da die Riemannsche Zeta-Funktion einen Pol in {\displaystyle \textstyle s=1} besitzt, gehören die Funktionen {\displaystyle \textstyle \zeta (s+i\delta )}, {\displaystyle \textstyle \delta \in \mathbb {R} }, {\displaystyle \textstyle \delta \neq 0}, nicht zur Selberg-Klasse: die geforderte, analytische Fortsetzbarkeit erlaubt Polstellen höchstens in {\displaystyle \textstyle s=1}.
- Sofern sie die Artin-Vermutung erfüllen: Artinschen L-Funktionen {\displaystyle \textstyle L(s,K/k,\rho )} zu nicht-trivialen, irreduziblen Darstellungen {\displaystyle \textstyle \rho :\,G(K/k)\rightarrow \operatorname {GL} (V)} der Galoisgruppe {\displaystyle \textstyle G(K/k)} normaler Zahlkörpererweiterungen {\displaystyle \textstyle K/k} in die allgemeine lineare Gruppe {\displaystyle \textstyle \operatorname {GL} (V)} eines endlich-dimensionalen Vektorraums {\displaystyle \textstyle V}.[26]

## Weitere Begriffe und Eigenschaften
Die Selberg-Klasse {\displaystyle \textstyle {\mathcal {S}}} ist multiplikativ abgeschlossen, somit ein multiplikatives Monoid, mit der konstanten Funktion {\displaystyle \textstyle F=1} als neutralem Element in {\displaystyle \textstyle {\mathcal {S}}}. Aus {\displaystyle \textstyle F_{1},F_{2}\in {\mathcal {S}}} folgt also stets {\displaystyle \textstyle F_{1}\cdot F_{2}\in {\mathcal {S}}}.
Eine Funktion {\displaystyle \textstyle F\in {\mathcal {S}}} heißt primitiv, wenn für alle  {\displaystyle \textstyle F_{1},F_{2}\in {\mathcal {S}}} mit  {\displaystyle \textstyle F=F_{1}\cdot F_{2}} gilt: {\displaystyle \textstyle F=F_{1}} oder {\displaystyle \textstyle F=F_{2}}. Jede Funktion in der Selberg-Klasse besitzt eine Faktorisierung in primitive Funktionen der Selberg-Klasse. Ob diese Faktorisierung stets eindeutig ist (natürlich nur bis auf die Reihenfolge der Faktoren), konnte noch nicht für alle Funktionen in der Selberg-Klasse bewiesen werden.

Die Nullstellen einer Funktion {\displaystyle \textstyle F\in {\mathcal {S}}} unterteilt man in triviale und nicht-triviale Nullstellen. Die trivialen befinden sich definitionsgemäß an den Polstellen der Faktoren {\displaystyle \textstyle \Gamma (\lambda _{j}s+\mu _{j})}, die in der Funktionalgleichung von {\displaystyle \textstyle F} erscheinen. Alle übrigen Nullstellen werden nicht-trivial genannt. Die trivialen Nullstellen besitzen stets einen Realteil {\displaystyle \textstyle \operatorname {Re} (s)\leq 0}.

## Selberg-Vermutungen

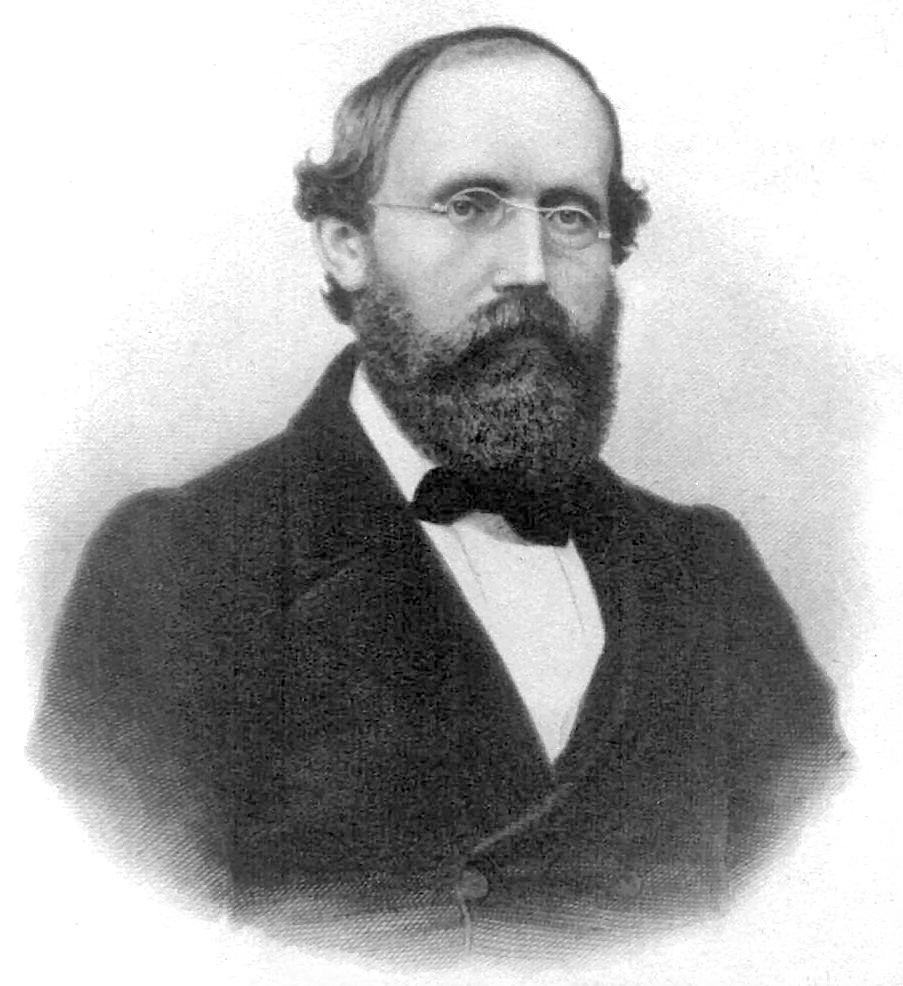
Formulierte 1859 die nach ihm benannte Vermutung für die Riemannsche Zeta-Funktion : Bernhard Riemann (1826–1866)

Atle Selberg selbst hat die folgenden Vermutungen für die nach ihm benannte Funktionen-Klasse aufgestellt:
- Vermutung 1:[33]

Für alle (nicht notwendig primitiven) {\displaystyle \textstyle F\in {\mathcal {S}}} existiert ein {\displaystyle \textstyle n_{F}\in \mathbb {Z} } mit
{\displaystyle \sum _{p\leq x}{\frac {|a_{p}|^{2}}{p}}=n_{F}\log \log x+O(1)}
- Vermutung 2:[34]

Für alle primitiven {\displaystyle \textstyle F\in {\mathcal {S}}} ist {\displaystyle \textstyle n_{F}=1}, also
{\displaystyle \sum _{p\leq x}{\frac {|a_{p}|^{2}}{p}}=\log \log x+O(1)}
- Vermutung 3:[35]

Für verschiedene, primitive {\displaystyle \textstyle F,F^{\prime }\in {\mathcal {S}}} gilt:
{\displaystyle \sum _{p\leq x}{\frac {a_{p}{\overline {a_{p}^{\prime }}}}{p}}=O(1).}
- Vermutung 4:[36]

Besitzt {\displaystyle \textstyle F\in {\mathcal {S}}} die Faktorisierung
{\displaystyle F=\prod _{i=1}^{m}F_{i}}
in primitive Funktionen {\displaystyle \textstyle F_{i}\in {\mathcal {S}}}, ist darüber hinaus {\displaystyle \textstyle \chi } ein primitiver Dirichlet-Charakter, und liegt die Funktion {\displaystyle \textstyle F^{\chi }} definiert durch
{\displaystyle F^{\chi }(s)=\sum _{n=1}^{\infty }{\frac {\chi (n)a_{n}}{n^{s}}}}
ebenfalls in {\displaystyle \textstyle {\mathcal {S}}}, dann sind auch die entsprechend gebildeten Funktionen {\displaystyle \textstyle F_{i}^{\chi }} primitiv, liefern also die primitive Faktorisierung
{\displaystyle F^{\chi }=\prod _{i=1}^{m}F_{i}^{\chi }.}
- Vermutung 5:[37]

Die nicht-trivialen Nullstellen aller Funktionen {\displaystyle \textstyle F\in {\mathcal {S}}} liegen auf der kritischen Geraden {\displaystyle \textstyle \operatorname {Re} (s)={\frac {1}{2}}}.
Vermutung 5 ist die Große Riemannsche Vermutung für die Funktionen in der Selberg-Klasse. Zusammengenommen werden die Vermutungen 2 und 3 als Selbergsche Orthonormalitätsvermutung bezeichnet (engl. Selberg Orthonormality Conjecture, SOC). Deren Richtigkeit hätte weitreichende Konsequenzen für die Funktionen in der Selberg-Klasse und die Zahlentheorie insgesamt: Zum Beispiel wäre dann die Faktorisierung in primitive Funktionen immer eindeutig (bis auf die Reihenfolge der Faktoren). Aus der Orthonormalitätsvermutung folgt auch die Dedekindsche Vermutung: für jeden algebraischen Zahlkörper {\displaystyle \textstyle K} teilt die Riemannsche Zeta-Funktion {\displaystyle \textstyle \zeta (s)} die Dedekindsche Zeta-Funktion {\displaystyle \textstyle \zeta _{K}(s)}. Außerdem impliziert die Orthonormalitätsvermutung die Artin-Vermutung: jede Artinsche L-Funktion {\displaystyle \textstyle L(s,K/k,\rho )} zu einer nicht-trivialen, irreduziblen Darstellung {\displaystyle \textstyle \rho } der Galoisgruppe {\displaystyle \textstyle G(K/k)} einer normalen Zahlkörpererweiterung {\displaystyle \textstyle K/k} besitzt eine analytische Fortsetzung auf die ganze, komplexe Zahlenebene.